# Rio Piabas
Rio Piabas é um curso d'água na cidade de Mucugê, na Chapada Diamantina, região central do estado brasileiro da Bahia, integrante da bacia do rio Paraguaçu.
Sua altitude média é de 710m. Tem a sua foz no rio Paraguaçu, pouco após receber as águas do seu afluente, o rio Coisa Boa.